# Hrabstwo Lubbock

Piramida wieku hrabstwa

Hrabstwo Lubbock – hrabstwo położone w USA, w stanie Teksas, na płaskowyżu Llano Estacado. Utworzone w 1876 r. Siedzibą hrabstwa jest miasto Lubbock, zamieszkane przez 83% mieszkańców hrabstwa.

## Sąsiednie hrabstwa
- Hrabstwo Hale (północ)
- Hrabstwo Crosby (wschód)
- Hrabstwo Lynn (południe)
- Hrabstwo Hockley (zachód)
- Hrabstwo Lamb (północny zachód)
- Hrabstwo Terry (południowy zachód)
- Hrabstwo Garza (południowy wschód)
- Hrabstwo Floyd (północny wschód)

## Gospodarka
W 2017 roku hrabstwo zajęło 1. miejsce w stanie i 3. miejsce w kraju pod względem wpływów z uprawy bawełny. Według danych z 2022 roku spadło na 16. miejsce w Teksasie. 
Ponadto znaczne wpływy z rolnictwa pochodzą z hodowli, w tym: trzody chlewnej, bydła (21. miejsce), koni, drobiu, kóz, oraz upraw: owoców (26. miejsce), siana, szkółkarskich, sorgo, słonecznika, kukurydzy i pszenicy. Gospodarkę wspiera także wydobycie ropy naftowej (72. miejsce).
Hrabstwo jest częścią Texas High Plains – największego obszaru w Teksasie znanego z upraw winorośli.

## Miasta
- Idalou
- Lubbock
- New Deal
- Shallowater
- Slaton
- Ransom Canyon
- Wolfforth

## Demografia
W latach 2010–2020 populacja hrabstwa wzrosła o 11,4% do 310,6 tys. mieszkańców. 6% mieszkańców jest urodzonymi poza granicami Stanów Zjednoczonych. Skład rasowy hrabstwa wygląda następująco (2023):
- biali nielatynoscy – 52%
- Latynosi – 36,6%
- czarni i Afroamerykanie – 8,1%
- Azjaci – 2,5%
- rdzenni Amerykanie – 1,2%.

## Religia
Członkostwo w 2020 roku:
- protestanci – ok. 40% (gł. baptyści – ok. 14%, ewangelikalni bezdenominacyjni – 10,3%, zjednoczeni metodyści – 4,2%, campbellici – 4,2% i inni)
- katolicy – 12,7%
- mormoni – 1,4%
- świadkowie Jehowy – 0,72%
- hinduiści – 0,56%
- muzułmanie – 0,25%.